# Parkstraße 11 (Solingen)
Das Gebäude Parkstraße 11 ist ein denkmalgeschütztes repräsentatives Wohngebäude in der bergischen Großstadt Solingen. Es befindet sich im Stadtteil Ohligs im dortigen Villenviertel an der Parkstraße.:186

## Geschichte
Das Haus ließ 1907 der Ohligser Fabrikant Robert Korten als Altersruhesitz erbauen. Die Ohligser Scherenfabrik Gebr. Korten & Scherf, deren Teilhaber er war, hatte ihren Sitz an der Walder Straße (heute Weyerstraße). Korten hatte zuvor neben der Fabrik gewohnt.:58 1919 ließ der neue Eigentümer Karl vom Feld einen Wintergarten errichten, ab 1959 wurde in dem Haus eine Arztpraxis betrieben,
Am 16. Dezember 1986 wurde es unter der Nummer 721 in die Denkmalliste der Stadt Solingen eingetragen.
Im Jahr 2014 wurde das Gebäude von Karsten und Barbara Lenk erworben und umfassend saniert. Für die Bemühungen um den Erhalt des Gebäudes wurde der Denkmalschutzpreis 2015 des Bergischen Geschichtsvereins, Abteilung Solingen e. V. verliehen.

## Architektur
Es handelt sich bei dem Gebäude um einen freistehenden, zweieinhalbgeschossigen Putzbau mit wellenförmigem Schaugiebel zur Parkstraße, auch der Seitenrisalit wird durch einen wellenförmigen Giebel betont. Die geschweiften Fensterverdachungen verraten den Einfluss des Jugendstils. Der Hauseingang befindet sich an der Ostseite der Villa, davor befindet sich eine kleine Loggia. Die niedrige Einfriedungsmauer samt Eisenzaun entstammt der Bauzeit des Hauses.:186